# Snellenius radicalis
Snellenius radicalis är en stekelart som först beskrevs av Wilkinson 1929.  Snellenius radicalis ingår i släktet Snellenius och familjen bracksteklar. Inga underarter finns listade i Catalogue of Life.